# Doro Pesch
Doro Pesch   (Düsseldorf, 3 de juny de 1964) és una cantant de heavy metal alemanya. Va formar part de les agrupacions Warlock i Snakebite i actualment exerceix com a solista. Va ser una de les primeres cantants femenines de metal dels anys 80, quan els homes dominaven aquest tipus de música. La formació de Warlock va ser reemplaçada i quan va arribar el moment en què Pesch era l'única que quedava de la primera formació, el cinquè disc va ser publicat amb el nom de Doro, en lloc del nom de la banda.
Com a solista va treure dos àlbums als Estats Units amb els productors Joey Balin i Gene Simmons, però no van tenir la repercussió esperada. Durant l'auge del grunge i el rock alternatiu en la dècada de 1990, el seu segell discogràfic va relegar les seves produccions només a la regió europea, on va continuar realitzant extenses gires. Va continuar sent una reeixida artista a Alemanya, malgrat viure i produir els seus àlbums als Estats Units. Quan el heavy metal clàssic va tornar a trobar el favor del públic, va tornar a recórrer tot el món i la seva popularitat com a cantant veterana va créixer considerablement, inspirant a moltes noves artistes de metal femení. Doro també és coneguda pels seus duos interpretats tant en viu com en estudi amb altres cantants i músics de l'escena.
Fins avui, ha llançat setze àlbums d'estudi, l'últim dels quals Raise Your Fist el 2012. Doro continua la seva carrera en la indústria de la música i realitza prolífiques gires al voltant del món. Quan no està de gira, resideix a la ciutat de Nova York.

## Biografia
Dorothee Pesch va néixer a Düsseldorf, Alemanya el 3 de juny de 1964, l'única filla de Walter Pesch, un conductor de camió, i Barbara Pesch. El primer acostament de Doro a la música rock va ser amb la cançó «Lucille» de Little Richard,que cantava quan amb prou feines tenia tres anys. A l'edat de deu anys va aprendre a tocar el piano i va començar a treballar la seva veu, influenciada per bandes de glam rock de l'època com a T. Rex, Sweet i Slade. El 1980, va iniciar la seva carrera en una agrupació anomenada Snakebite. El primer enregistrament d'aquesta banda amb Doro va ser una demo promocional de molt baixa qualitat. Quan l'agrupació es va desintegrar el 1981, Doro va cantar a les bandes Beast i Attack, abans de formar Warlock amb Peter Szigeti, Rudy Graf, Thomas Studier i Michael Eurich l'any 1982.

### Warlock (1982-1988)

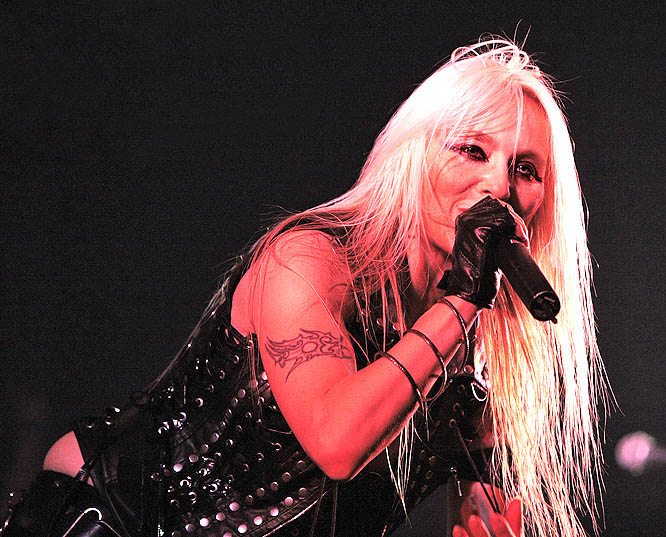
Doro Pesch a Vigo, Espanya, el 2009

Warlock va signar un contracte amb Mausoleum Records i va llançar el seu àlbum debut, Burning the Witches el 1984. Doro va atreure immediatament l'atenció de la crítica, especialment per la seva poderosa veu i gran posta a escena. La mixtura de heavy metal tradicional amb power ballads, al costat de la veu i imatge de Doro, van portar a Warlock a tenir un reconeixement no només a Europa sinó també a Amèrica del Nord. Van signar un contracte amb Phonogram i van llançar dos treballs, Hellbound el 1985 i True as Steel el 1986, aconseguint compartir escenari en grans festivals de rock a Europa. El 16 d'agost de 1986, Doro va ser la primera dona a liderar una banda de heavy metal en el reconegut festival Monsters of Rock a Anglaterra. Van ser teloners de les agrupacions W.A.S.P. i Judes Priest.
Després de la gira suport de True as Steel, Doro es va traslladar a la ciutat de Nova York. Allí van començar els enregistraments de l'àlbum Triumph and Agony, el seu treball més reeixit, aconseguint fins i tot la certificació de disc d'or a Alemanya i situant-se en la posició núm. 80 de la llista Billboard 200. El disc inclou les cançons «All We Are» i «Für immer», les més reconegudes del repertori de l'agrupació. Warlock va obrir per a la banda Dio en la seva gira europea i es va embarcar en la seva primera gira nord-americana com a suport de Megadeth. En finalitzar la gira, tots els músics de la banda van ser acomiadats, sent reemplaçats per músics nord-americans, quedant solament Doro de la formació inicial. El 1989, mentre escrivia material per al nou àlbum, va perdre una batalla legal sobre el nom «Warlock». Amb la finalitat de continuar amb la seva carrera, va decidir gravar els seus futurs àlbums com «Doro».

### Doro als Estats Units (1989-1990)
Doro va llançar Force Majeure el 1989. En contrast amb el power metal dels primers treballs de Warlock, Force Majeure va suavitzar considerablement el so fins a portar-ho a una espècie de pop metal, tendència de moda en l'època, especialment als Estats Units. El disc va vendre bé a Europa, però no va obtenir les vendes esperades a Amèrica del Nord.
Doro va contactar amb Gene Simmons, baixista de la banda Kiss, que en aquest moment s'exercia també com a productor i cercatalents. Simmons va produir llavors l'àlbum Doro, amb l'ajut del guitarrista Tommy Thayer (exBlack N' Blue) i Pat Regan. Doro va ser enregistrat a Califòrnia amb diversos músics de sessió involucrats en àlbums de Kiss, a més d'incloure una versió de la cançó de Kiss «Only You», de l'àlbum Music from The Elder. Una banda formada pels músics nord-americans Thomas Jude, Paul Morris, Nick Douglas i Tom Coombs va ser creada per la gira suport de l'àlbum. No obstant això, les vendes del disc als Estats Units no van ser les esperades. Per contra, les vendes a Europa van ser més que satisfactòries, accelerant la decisió de Polygram d'interrompre la publicació de discos de Doro als Estats Units, on el heavy metal estava decaient en popularitat per donar pas al Grunge. Doro va tornar a la seva natal Alemanya per fer alguns concerts com a suport de l'agrupació Scorpions.

### Doro a Europa (1991-1999)

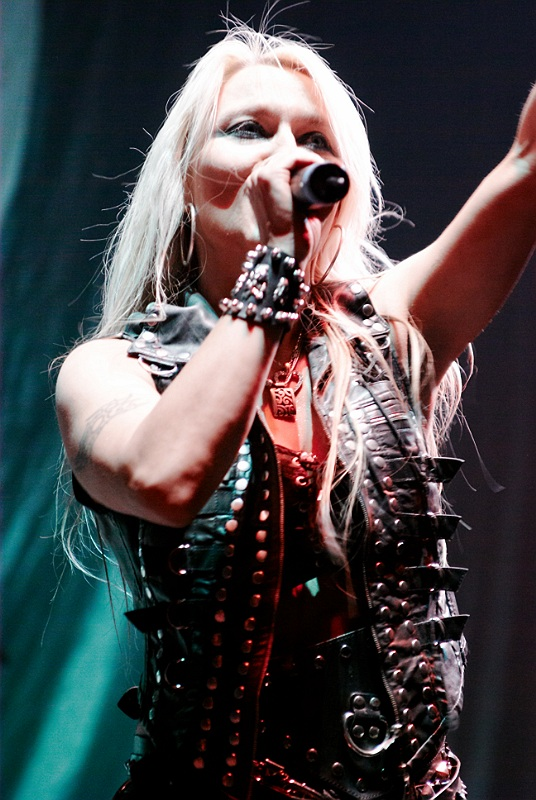
Doro Pesch el 2007

La discogràfica Vertigo va llançar al mercat el 1991 el compilat Rare Diamonds, consistent en cançons de Warlock i dels primers dos treballs discogràfics de Doro. Aquell mateix any va veure la llum l'àlbum True at Heart enregistrat en el bressol de la música country, la ciutat de Nashville, Tennessee, amb músics locals i produït pel reconegut Barry Beckett. Dann Huff de la banda de AOR Giant va aportar la guitarra per a l'àlbum. Es va organitzar llavors una altra gira per territoris europeus en promoció del disc. En tornar als Estats Units, Doro es va posar en contacte amb Jack Ponti, productor i compositor de Nova Jersey, per treballar amb ell en els següents dos discos. Ponti en aquest moment era productor de les bandes Skid Row i Nelson. L'àlbum Angels Never Die, llançat el 1993, va ser produït pel mateix Ponti i per Vic Pepe amb la col·laboració d'alguns músics de sessió. Pel so processat, l'àlbum no va aconseguir vendre bé a Europa, però el videoclip de la cançó «Bad Blood» va aconseguir repercussió al canal MTV. El 1993 es va gravar el disc Doro Live, producte de la gira anterior. Doro va encapçalar per primera vegada el festival Wacken Open Air el 20 d'agost d'aquell mateix any.
Machine II Machine, el segon àlbum produït per Jack Ponti, va veure la llum el 1995. Va ser mesclat per Kevin Shirley i seria el seu últim treball per PolyGram. Pesch va fer el seu debut com a actriu a la sèrie de televisió alemanya Verbotene Liebe («Amor Prohibit»). En perdre el contracte amb Polygram, Doro va signar amb Warner Music Group a finals del 1995 i va començar a escriure material nou al costat de Jürgen Engler i Chris Lietz de la banda de metal industrial alemanya Die Krupps. L'àlbum resultant, titulat Love Me in Black, va trigar tres anys a completar-se i va incorporar alguns elements electrònics, al costat d'un so més pesat i fosc que els seus antecessors. Es va gravar per al disc una versió de la cançó «Barracuda» de la banda nord-americana Heart. WEA va decidir prublicar l'àlbum solament a Alemanya. Després de la gira «Love Me in Black» el 1998, Doro va acabar el contracte amb la WEA, insatisfeta per l'escassa promoció que se li va donar al disc, signant ara amb el segell SPV/Steamhammer.

### El retorn (2000-2003)
En el nou mil·lenni, l'álbum Calling the Wild va ser publicat a ambdós costats de l'oceà. Les cançons de Calling the Wild van ser tocades per una gran quantitat de músics de sessió, entre els quals Bob Kulick, Slash, Al Pitrelli i Eric Singer. L'àlbum conté les versions «White Wedding» de Billy Idol i «Love Me Forever», de Motörhead.
En veure reactivada la seva popularitat als Estats Units, va decidir girar novament en aquest país al costat de Yngwie Malmsteen i Dio, rebent un espectacular acolliment per part de l'audiència. La banda també va girar a Europa, visitant Rússia per primera vegada, i fent una aparició estel·lar en el Wacken Open Air de 2001 per realitzar un dueto amb Savina Classen, vocalista de la banda Holy Moses.
El 2002 va sortir al mercat l'àlbum Fight. Com a músics convidats van aparèixer Jean Beauvoir, Chris Caffery, Russ Ballard i Peter Steele, qui va cantar a duo amb Pesch a la cançó «Descent». El disc va representar el retorn de Doro al rock dur dels seus primers anys, i les cançons «Always Live to Win» i «Fight» van obtenir popularitat en territori europeu i americà.

### Metal Queen (2003-present)
A causa de la seva extensa trajectòria, la premsa especialitzada i els fans van decidir donar-li a Doro l'àlies «Metal Queen» (Reina del Metal). Doro va organitzar un concert especial en el Phillips Trobi del seu natal Düsseldorf per celebrar l'aniversari número vint del primer àlbum de Warlock, Burning the Witches, convidant a alguns dels músics que van col·laborar al llarg de la seva carrera. El 13 de desembre del 2003 Doro es va presentar davant de més de 6.000 persones, al costat de músics com Blaze Bayley, Udo Dirkschneider, Lemmy, Mikkey Dee, Jean Beauvoir, Claus Lessmann i membres de Saxon i Circle II Circle. També va convidar als seus antics companys de Warlock, amb els quals va tocar tres cançons. També va dur a terme dues presentacions a Alemanya amb una orquestra simfònica, interpretant molts dels seus èxits en versions acústiques. Tot això ho va plasmar en l'àlbum acústic Classic Diamonds, llançat el setembre del 2004. El EP Let Love Rain on Me, que conté algunes cançons de Classic Diamonds, es va convertir en un inesperat èxit a Espanya, aconseguint el setè lloc en les llistes d'èxits del país ibèric.

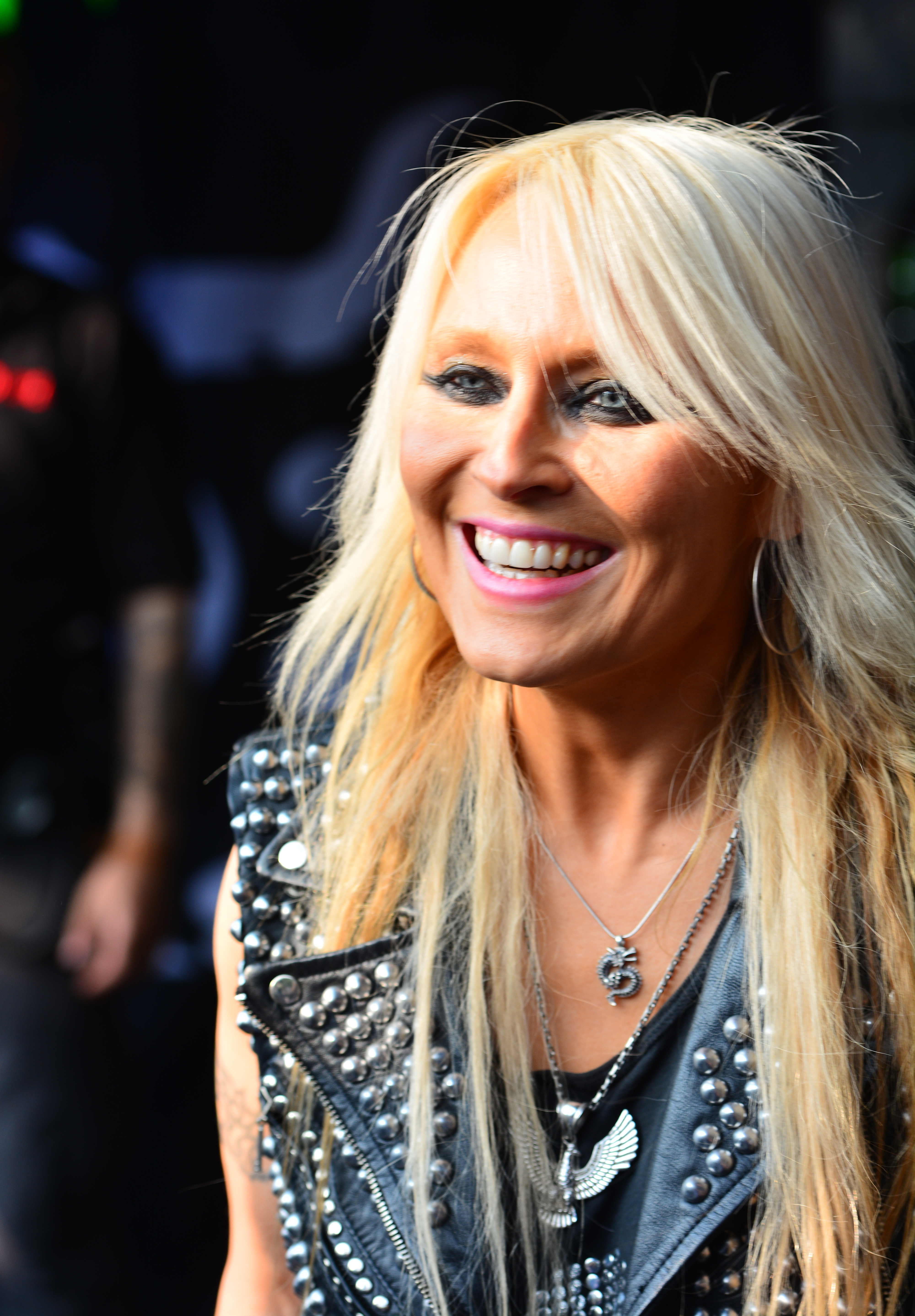
Doro al festival Wacken Open Air de 2014

En el 2005 va interpretar a la guerrera «Meha» a la pel·lícula Anuk-Der Weg des Kriegers, escrita, dirigida i interpretada per Luke Gasser i filmada a Suïssa el 2005. En la pel·lícula també fa una aparició estel·lar Marc Storace, vocalista de la banda suïssa Krokus. El 2006 llança l'àlbum Warrior Soul.
En la gira posterior, Doro va fer part d'importants festivals a Europa i Amèrica del Nord. Va liderar el festival Flight of the Valkyries el 27 de juny de 2007 Minnesota, amb la peculiaritat de ser un festival en el qual participen solament vocalistes femenines. El 13 de desembre de 2008 es va realitzar un concert especial de més de tres hores de durada en l'ISS Domde de Düsseldorf per celebrar els seus 25 anys de carrera artística, davant més de 9.000 espectadors. Va incloure les participacions de Bobby Ellsworth, Jean Beauvoir, Chris Boltendahl, Axel Rudi Pell, Klaus Meine, Rudolf Schenker, Tarja Turunen, Warrel Dane, Liv Kristine, Floor Jansen, Ji-In Cho, Girlschool, entre d'altres.
El 2009 va llançar Fear No Evil, el qual va ingressar en diverses llistes d'èxits europees. La banda va sortir de gira entre 2009 i 2010, amb presentacions a Nord i Sud-amèrica, Rússia, Xina i Japó per primera vegada. El 2009, va compondre la cançó «We Are the Metalheads», que es convertiria en l'himne del festival Wacken en el seu vintè aniversari.
El 2011 va formar part de la banda Dio Disciples, iniciativa que buscava rendir tribut al finat cantant Ronnie James Dio, i va realitzar alguns concerts a Espanya i Itàlia amb aquesta agrupació. A l'octubre del 2012 va treure Raise Your Fist, l'enregistrament del qual va comptar amb les col·laboracions del guitarrista Gus G i del cantant i baixista Lemmy Kilmister.
Per celebrar els seus trenta anys de carrera, Doro va dur a terme dues presentacions a Düsseldorf el 2 i 3 de maig de 2014. En la primera presentació va estar acompanyada per la Classic Night Orchestra. Van ser convidats els músics Biff Byford, Chris Caffery, Udo Dirkschneider, Blaze Bayley, Marc Storace, Tom Angelripper, Mr Lordi i Hansi Kürsch.

## Recepció i llegat
Warlock estava començant a guanyar audiència als Estats Units, quan va aparèixer la música grunge i la popularitat del heavy metal va decaure, deixant a Doro la missió de conquistar terres anglosaxones pel seu propi compte. Per contra, en la seva Europa natal la seva base de fans mai va decréixer. Amb el retorn del heavy metal a les llistes d'èxits, Doro es va convertir novament en una estrella, requerida en els grans festivals europeus. Com ho va dir Floor Jansen d'After Forever en una entrevista en el 2007, «fer un dueto amb Doro és un absolut honor, ja que ella va ser la pionera de les vocalistes femenines de heavy metal».
Com evidència de la seva influència al món del metal, Pure Steel Records va llançar l'àlbum Tribute to Steel: A Tribute to Warlock el 2008, el primer disc tribut oficial a Warlock i Doro; el qual inclou contribucions de bandes com Custard, Crystal Viper, Sabaton i Lonewolf.

## Vida personal
Dauro Pesch va renunciar conscientment a una família i fills per dedicar tot el seu temps a la seva carrera musical i admiradors. La lletra de la cançó «You Are My Family», que comença l'àlbum Warrior Soul, exemplifica aquesta decisió.
Doro és vegetariana i ha participat en campanyes per PETA en suport als drets dels animals i en els escenaris utilitza roba de cuir sintètic.

## Músics

### Formació actual
- Dauro Pesch (1988–present) – veu

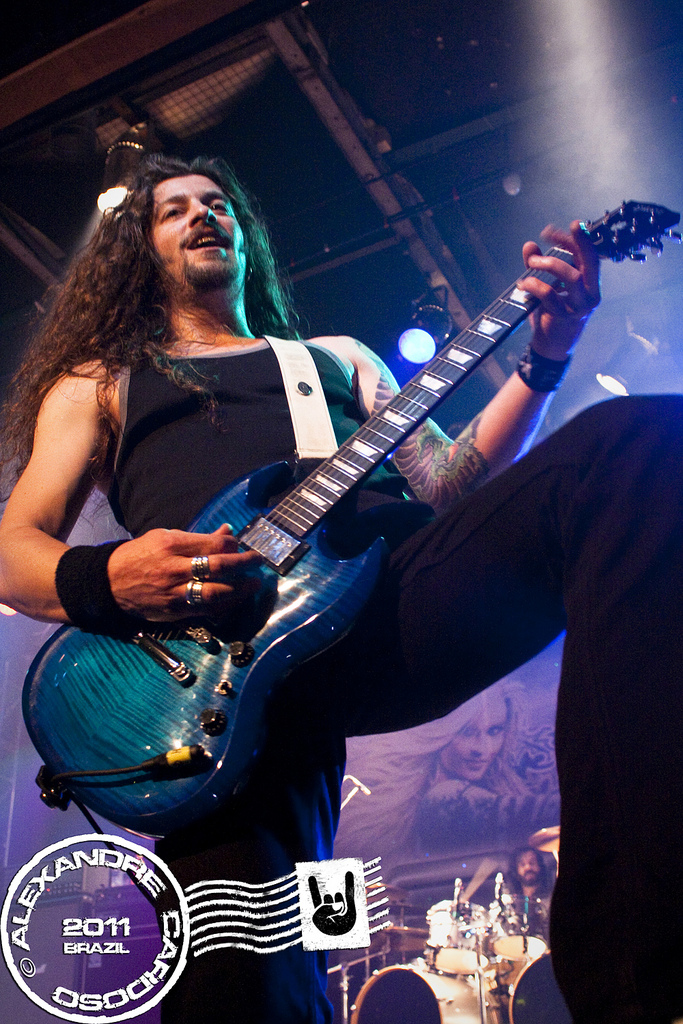
Bas Maas tocant amb Doro a Brasil, 2011; va ser un dels guitarristes de la banda After Forever, abans d'unir-se a Doro el 2008.

- Nick Douglas (1990–present) – baix
- Johnny Dee (1993–1995, 1998–present) – bateria
- Bas Maas (2008–present) – guitarra
- Lucca Princiotta (2009–present) – guitarra, teclats

### Músics anteriors
- Jon Levin (1988–1989) – guitarra
- Tommy Henriksen (1988–1989) – baix
- Bobby Rondinelli (1988–1989) – bateria
- Paul Morris (1989–1990) – teclats
- Thomas Jude (1990) – guitarra
- Tom Coombs (1990) – bateria
- Michael Tyrrell (1991–1992) – guitarra
- Jeff Bruno (1991–1992) – guitarra, teclats
- Tony Mac (1991–1992) – bateria
- Chris Branco (1993) – bateria
- Jimmy DiLella (1993–1995) – guitarra, teclats
- Joe Taylor (1993–2009) – guitarra
- Russ Irwin (1995-1996) – guitarra, teclats
- Frank Ferrer (1995-1996) – bateria
- Mario Parillo (1998–2001) – guitarra, teclats
- Oliver Palotai (2001–2011) - guitarra, teclats
- Robert Katrikh (2008) – guitarra
- Harrison Young (2009-2015) – guitarra, teclats

## Discografia

### Amb Warlock
- Burning the Witches (1984)
- Hellbound (1985)
- True as Steel (1986)
- Triumph and Agony (1987)

### Com a solista
- Force Majeure (1989)
- Doro (1990)
- True at Heart (1991)
- Angels Never Die (1993)
- Machine II Machine (1995)
- Love Me in Black (1998)
- Calling the Wild (2000)
- Fight (2002)
- Classic Diamonds (2004)
- Warrior Soul (2006)
- Fear No Evil (2009)
- Raise Your Fist (2012)
- Forever Warriors, Forever United (2018)

### En viu
- Doro Live (1993)
- 25 Years in Rock... and Still Going Strong (2010)

### Compilats
- Rare Diamonds (1991)
- A Whiter Shade of Pale (1995)
- Best Of (1998)
- The Ballads (1998)
- Metal Queen - B-Sides & Rarities (2007)
- The Doro / Warlock Collection (2010)
- Under My Skin: A Fine Selection of Doro Classics (2012)

### Demos
- Jolly Joker (amb Snakebite, 1983)
- Paradies (amb Beast, 1983)

### Àlbums de vídeo
- Rare Diamonds (1991)
- Doro Live '93 (1993)
- Für Immer (2003)
- Classic Diamonds - The DVD (2004)
- 20 Years – A Warrior Soul (2006)
- 25 Years in Rock... and Still Going Strong (2010)

### Col·laboracions amb altres artistes (llista parcial)
- "Taste of Taboo" (amb Die Krupps) (1997).
- "Love Me Forever" - "Alone Again" (amb Lemmy) (2000).
- "Born to Raise Hell (amb Motörhead) (2000).
- "Man On The Silver Mountain" (Amb Mägo de Oz) (2001).
- "Dancing With an Angel" (amb Udo Dirkschneider) (2002).
- "Descent" (amb Peter Steele) (2003).
- "Fear of the Dark" (amb Blaze Bayley) (2003).
- "Breaking the Law" (amb Udo Dirkschneider) (2004).
- "The Alliance of Hellhoundz" (amb Destruction) (2005).
- "White Christmas" (amb Twisted Sister) (2006).
- "Who I Am" (amb After Forever) (2007).
- "The Seer" (amb Tarja Turunen) (2008).
- "Big City Nights" (amb Klaus Meine & Rudolf Schenker) (2008).
- "Walking With the Angels" (amb Tarja Turunen) (2009).
- "Hit and Run" (amb Girlschool) (2011).
- "It Still Hurts" (amb Lemmy) (2012).
- "Crushing Room" (amb Angra) (2015).
- "A Dream That Cannot Be" (amb Amon Amarth) (2016).

### Cançons en àlbums col·lectius i tributs
- "Let Love Conquer the World" (del maxi senzill de caritat homònim, amb artistes alemanys de rock) (1991).
- "Egypt (The Chains Are On)" (del primer disc de l'àlbum Holy Dio: Tribute to Ronnie James Dio) (1998).
- "Wings of Freedom" (de German Rock Stars – Wings of Freedom, maxi senzill tribut per les víctimes del 11-S) (2001).
- "Babe I'm Gonna Leave You" (de The Music Remains the Same: A Tribute to Led Zeppelin) (2002).
- "Only You" (de Tribute to the Creatures of the Night, àlbum tribut a Kiss) (2003).
- "On My Own" / "Warrior Soul" / "The Quest" (de la banda sonora de la pel·lícula Anuk - Der Weg Des Kriegers) (2006).
- "Oh Christmas Tree" (de l'àlbum nadalenc We Wish You a Metal Xmas and a Headbanging New Year) (2008).
- "Nothing Else Matters" (de Metallica - A Tribute to the Black Album) (2011).